# Barbara Krafftová

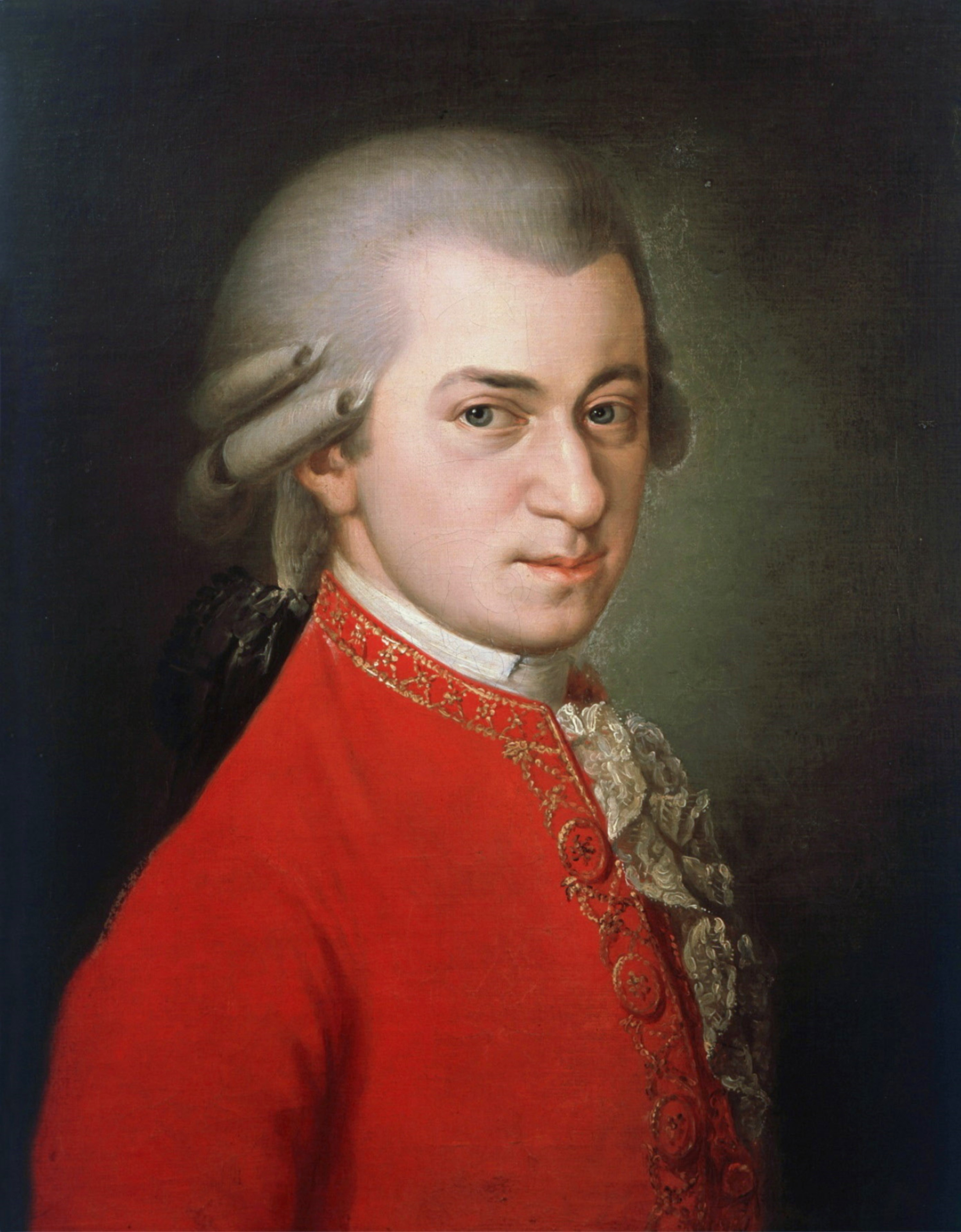
Barbara Krafftová, Wolfgang Amadeus Mozart (1819)

Barbara Krafftová, nepřechýleně Krafft, rozená Maria Barbara Steiner (1. dubna 1764, Jihlava – 28. září 1825, Bamberk) byla rakouská malířka, známá zejména posmrtným portrétem Wolfganga Amadea Mozarta.

## Život
Narodila se v Jihlavě, v rodině vídeňského dvorního malíře Johanna Nepomuka Steinera, který zde v té době pracoval. Malovat se naučila u svého otce a roku 1786 ho doprovázela do Vídně, kde pokračovala ve studiu na vídeňské Akademii. Roku 1786, ve věku 22 let, zde poprvé vystavovala a později byla stejně jako její otec zvolena členkou Akademie umění.
Roku 1789 se provdala za vídeňského lékárníka Josefa Kraffta a přestěhovala se s ním do Salcburku (1794). Jejich syn Johann August Krafft, narozen roku 1792, se učil malířství u své matky a později se stal malířem a litografem.
Barbara Krafftová od roku 1794 pracovala a žila v Salcburku a od roku 1798 v Praze. Do roku 1803 strávila také nějaký čas v Jihlavě. V roce 1804 se rozvedla a usadila se v Salcburku, kde žila do roku 1821. Poslední čtyři roky života strávila v Bamberku, kde zemřela ve věku 61 let.

## Dílo
Díky citlivému a klasicistnímu ztvárnění se stala jedním z nejvyhledávanějších portrétních malířů své doby. Proslavil ji její portrét Wolfganga Amadea Mozarta, namalovaný 28 let po smrti skladatele podle pokynů jeho sestry Nanerl, který se stal jeho nejčastěji reprodukovanou podobou. Kromě portrétů byla autorkou žánrových scén a náboženských motivů a malířkou miniatur. Své obrazy signovala Barbara Krafft nata Steiner pinx.
V Praze malovala roku 1801 oltářní obraz pro kostel svatého Gotharda v Bubenči, obrazy pro klášter na Slovanech, a pro královský letohrádek ve Stromovce. Zhotovila zde také portréty místní šlechty a významných měšťanů. Rektor Karlovy univerzity u ní objednal portréty tří profesorů pražské lékařské fakulty: Josefa Mayera (1752–1814), Josefa Rottenbergera (1760–1834) a Ignáce Matušky (1758–1819) a roku 1798 ji pražská univerzita požádala o zhotovení tří reprezentačních portrétů císařů pro výzdobu Velké auly.
Ještě v posledních čtyřech letech života za pobytu v Bamberku zhotovila 145 portrétů.

### Zastoupení ve sbírkách
- Národní galerie v Praze
- Karolinum
- Národní muzeum Praha[4]
- zámek Choltice[zdroj?]
- zámek Krásný Dvůr
- Zámek Mnichovo Hradiště
- Belveder, Vídeň
- Versailles
- Österreichische Galerie, Vídeň

## Galerie

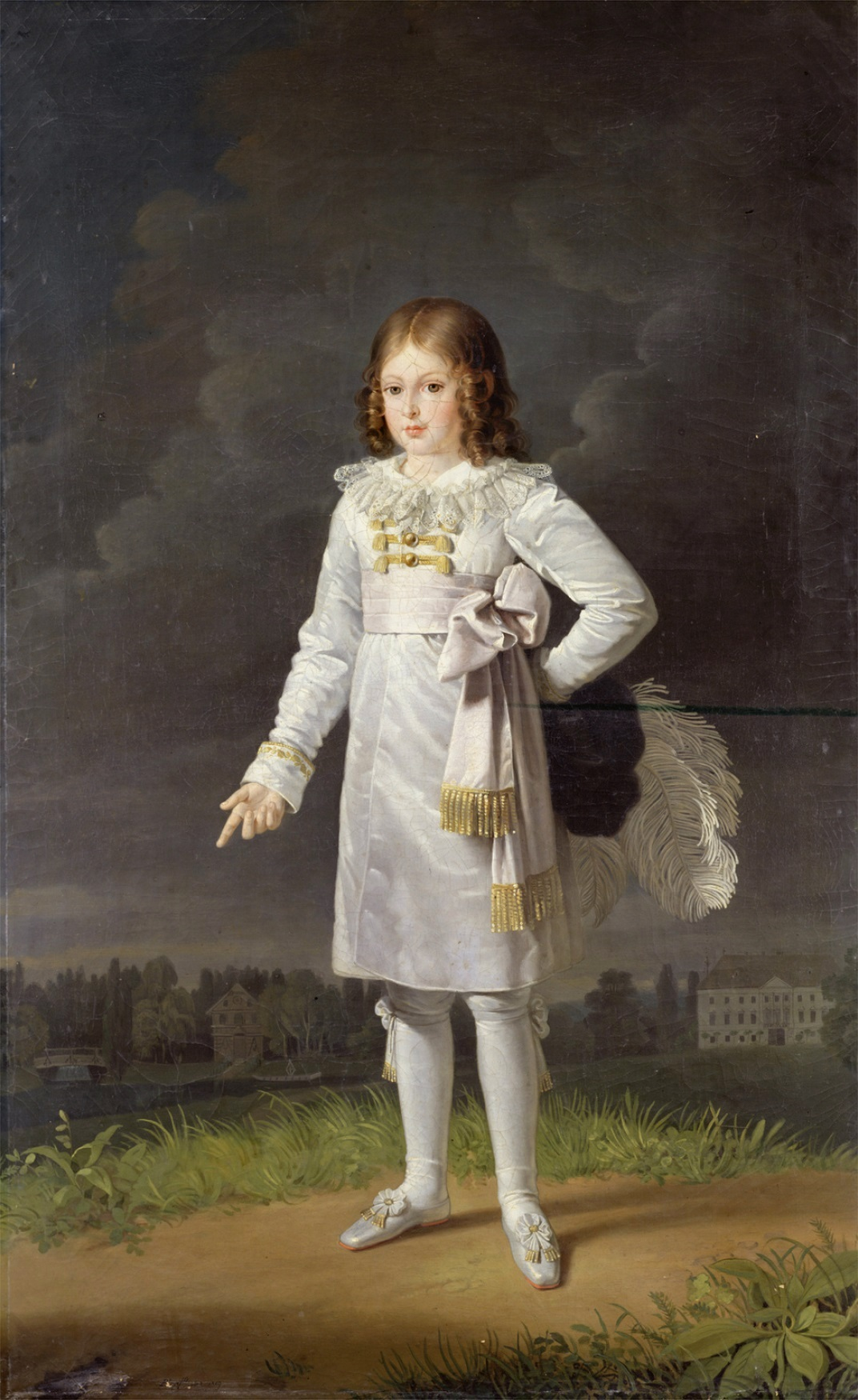
Frédéric-Napoléon, prince Bacciochi (1819)
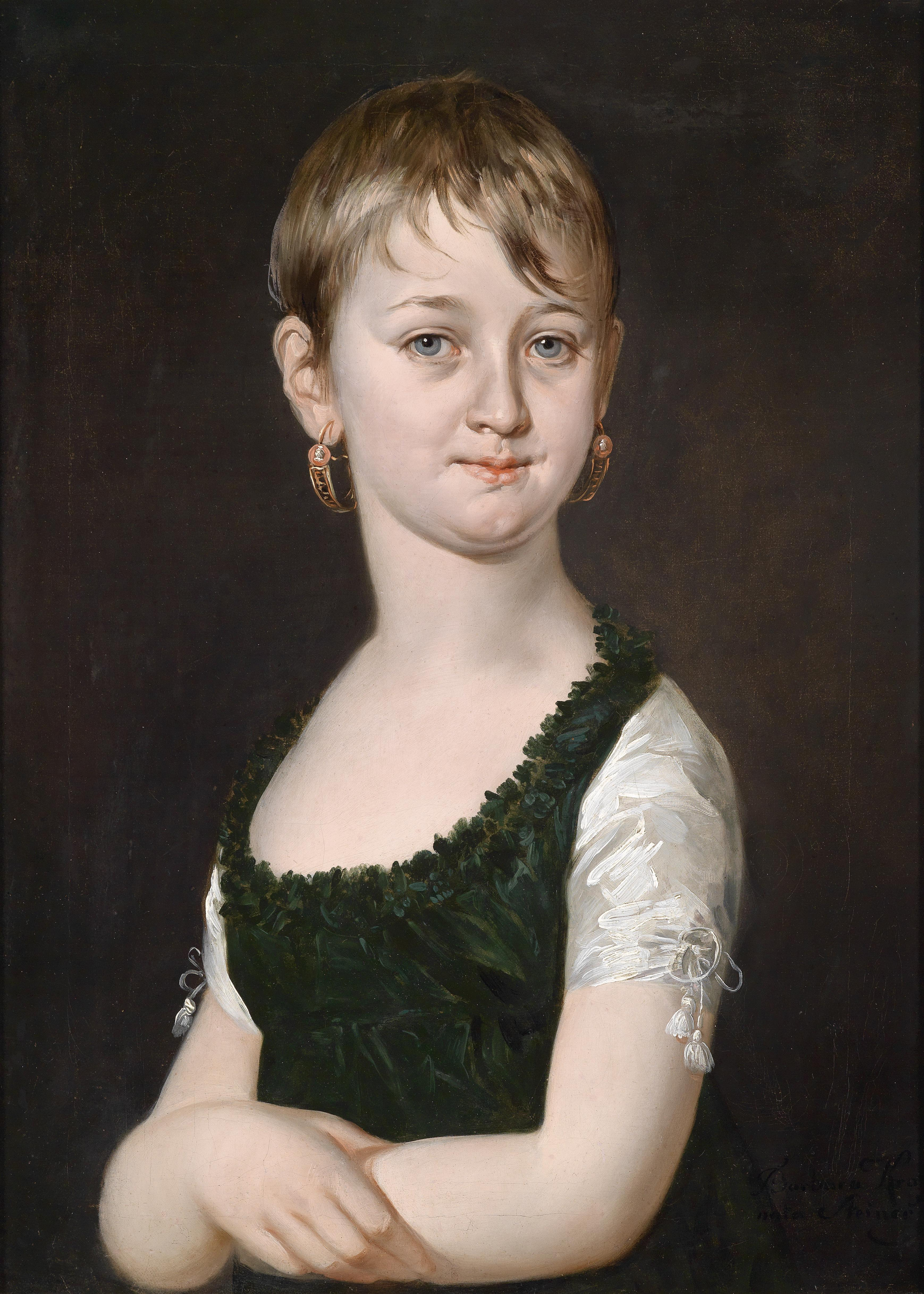
Portrét mladé dívky (1825)
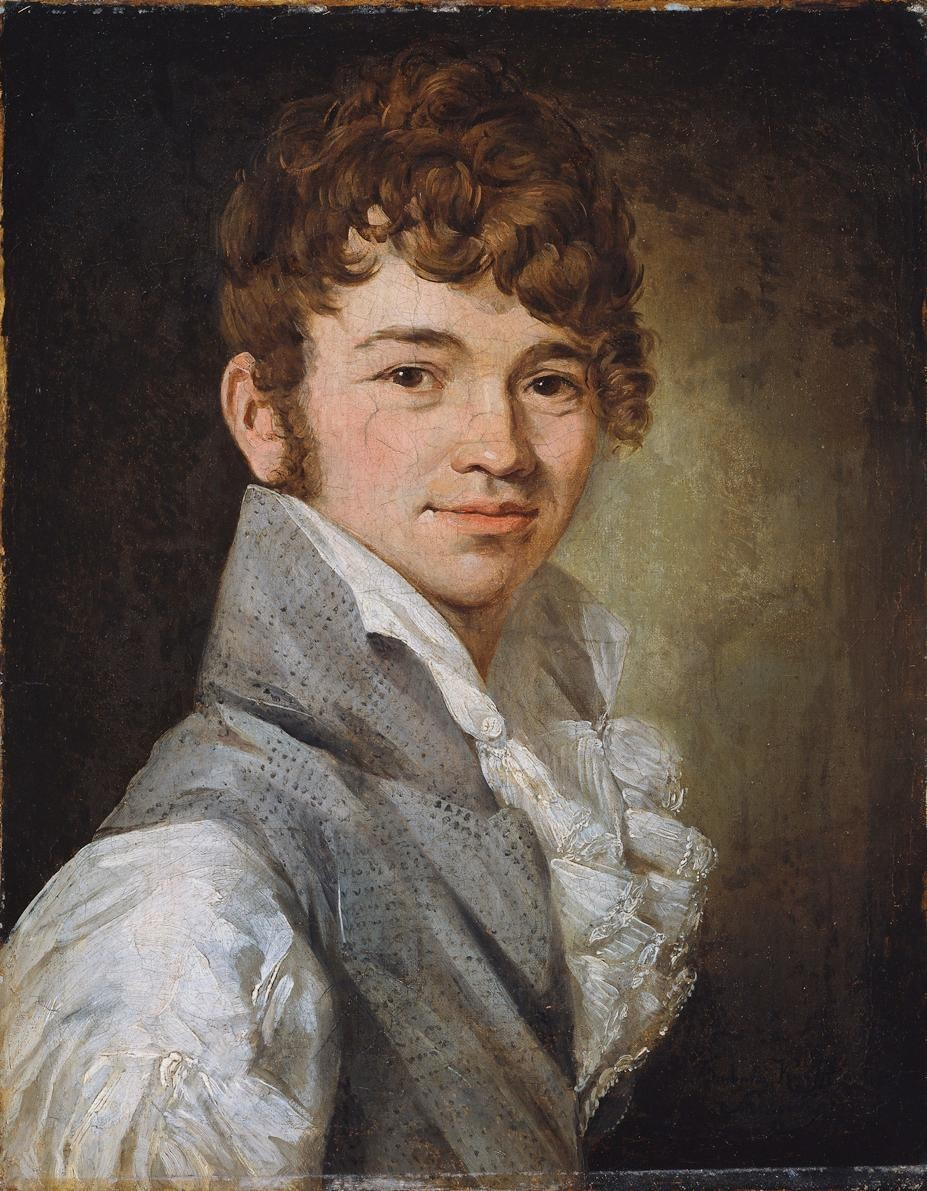
Jean Baptist Wenzel
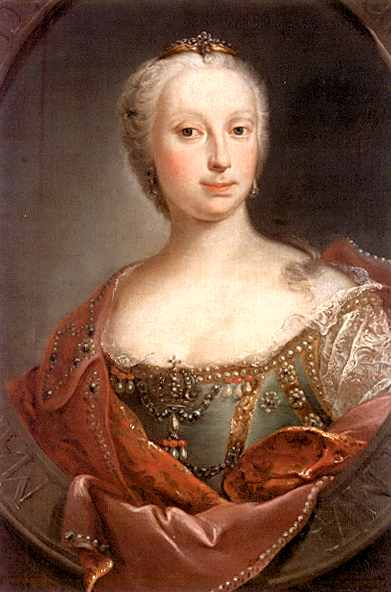
Mladá Marie Terezie
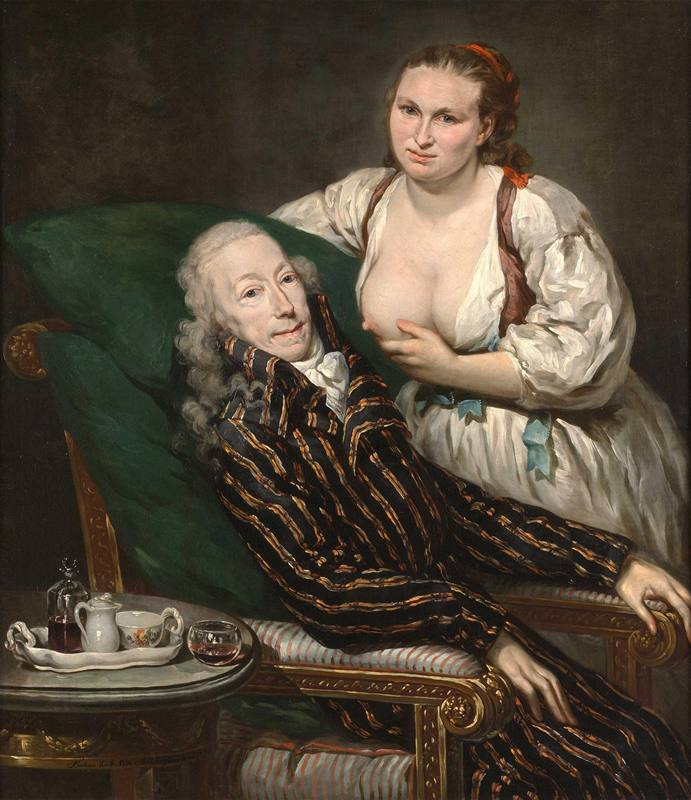
František Antonín hrabě z Hartigu a jeho manželka Marie Eleonora jako Caritas Romana (1797)
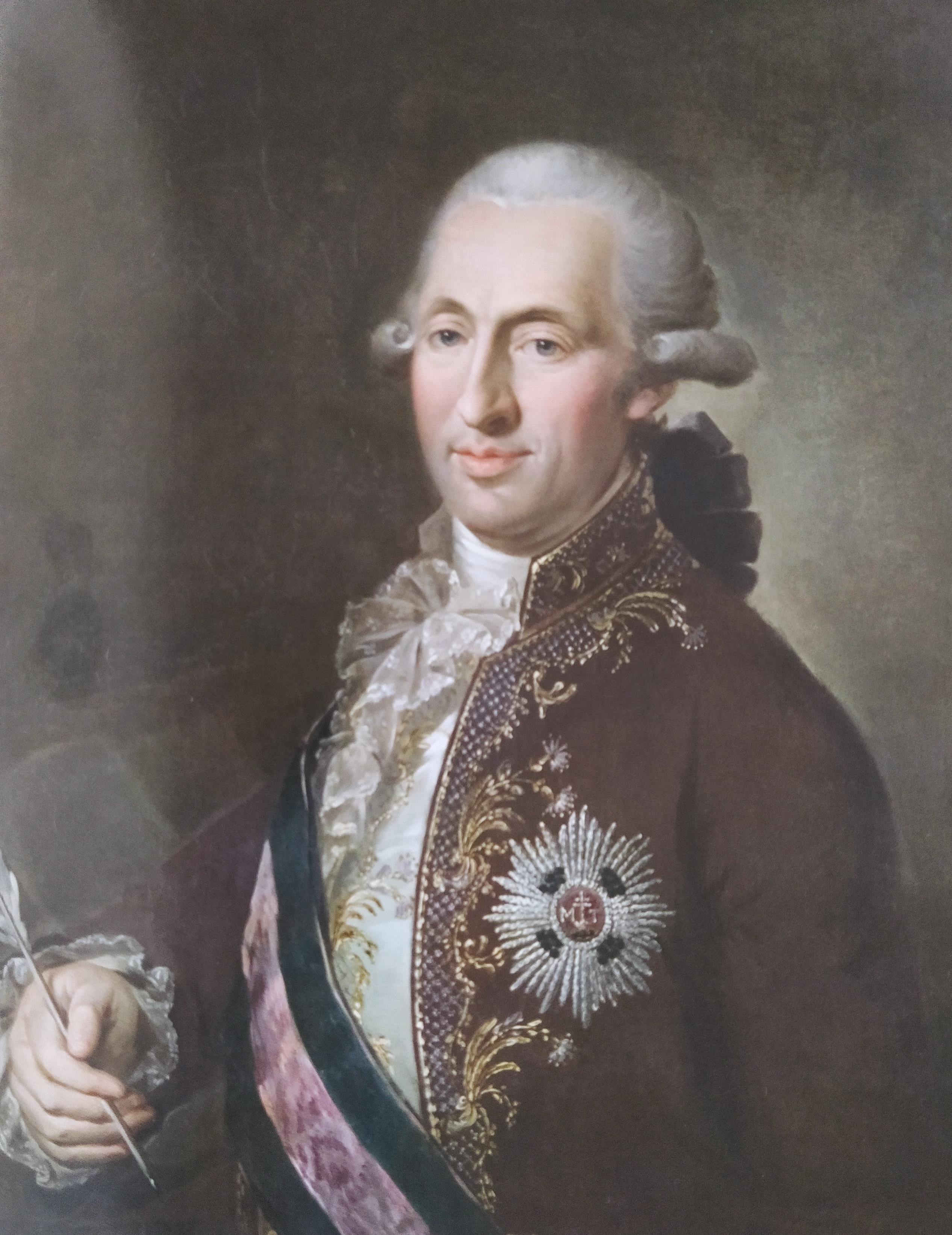
Nejvyšší purkrabí hrabě František Václav Kager ze Štampachu (1802)

### Stručná historie portrétu Mozarta

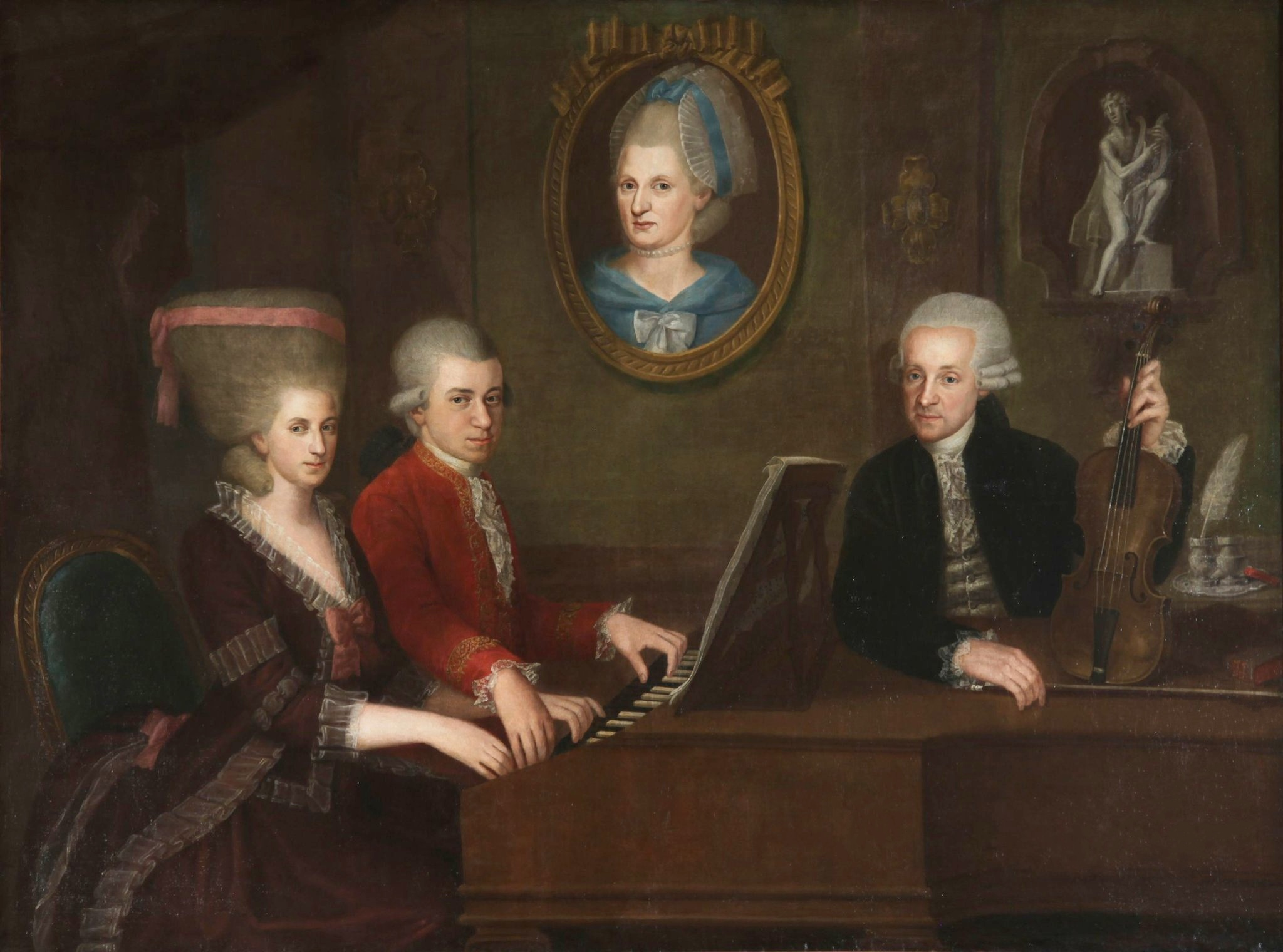
Johann Nepomuk della Croce, Mozartova rodina (1780)

Obraz objednal roku 1819 Joseph Sonnleithner, který vytvářel sbírku portrétů známých skladatelů. Požádal dosud žijící sestru Mozarta Marii Annu (Nanerl), zda by ukázala portréty Mozarta z rodinného archivu Barbaře Krafftové. Ta měla k dispozici podoby šestnáctiletého Mozarta z roku 1773 (Knoller), rodinný portrét z doby, kdy mu bylo 22 let (Johann Nepomuk della Croce) a malou podobenku ve věku 26 let (Joseph Lange, nezvěstné). B. Krafftová vycházela z rodinného portrétu a poslední známé podoby Mozarta (Lange).

### Známé obrazy
- 1803 rodina Antona Marxe, Österreichische Galerie Belvedere, Vídeň
- 1813 Bavorský generálporučík Clemens Freiherr von Raglovich, Österreichische Galerie, Vídeň
- 1819 Portrét Wolfganga Amadea Mozarta, Společnost přátel hudby, Vídeň
- portréty císaře Josefa II., císaře Leopolda II. a císaře Františka I., Karolinum, Praha
- oltářní obrazy pro klášter Na Slovanech a pro kostel sv. Gottharda v Bubenči, Praha